# Селезнево (Вологодский район)
Селезнево — деревня в Вологодском районе Вологодской области.
Входит в состав Кубенского сельского поселения, с точки зрения административно-территориального деления — в Кубенский сельсовет.
Расстояние по автодороге до районного центра Вологды — 41 км, до центра муниципального образования Кубенского — 11 км. Ближайшие населённые пункты — Патрино, Мартьяново, Ташково.
По переписи 2002 года население — 2 человека.